# Heinrich Hössli
Heinrich Hössli (Glarona, 6 agosto 1784 – Winterthur, 24 dicembre 1864) è stato uno scrittore svizzero, considerato il primo vero "militante" del primo movimento omosessuale, la cui nascita si fa simbolicamente risalire alla pubblicazione della sua opera Eros (1836), per l'appunto una difesa dell'amore fra uomini.

## Biografia
Nato verso alla fine del XVIII secolo, in Svizzera, Heinrich Hoessli è un semplice modista di Glarona, una cittadina sul fiume Linth, capoluogo del cantone omonimo, a 30 km dal Liechtenstein, dov'è fiorente l'industria tessile.
Hoessli non va a scuola, e per tutta la vita rimpiange la mancanza di una istruzione che avrebbe senz'altro messo a profitto.
La condanna a morte di Franz Desgouttes, un dottore in legge di Berna, lo sconvolge al punto da spingerlo a studiare "l'enigma di una tale esistenza", come lui definisce quella che ancora è chiamata "sodomia". Desgouttes viene giustiziato in maniera raccapricciante sulla "ruota di Aarwangen" (nel cantone di Berna), dove gli spezzano le ossa il 30 settembre del 1817. Il dottore ha ucciso il suo segretario e amante, Daniel Hemmeler, forse per gelosia, forse per l'ostracismo sociale nel quale ha vissuto questa relazione.
Hoessli si sposa con Elisabeth Grebel nel 1811, a 27 anni, ed ha due figli maschi che emigreranno in America.
Non si sa se fosse omosessuale (Havelock Ellis sospettava che fosse bisessuale), ma senz'altro lo è il figlio più giovane, Johann Ulrich, che morirà nel 1854, sulla nave che lo riporta in Europa.

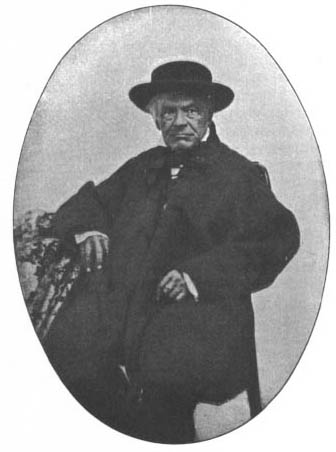
Dagherrotipo di Hössli in tarda età.

Chiuso il negozio e acceso il lume, ogni sera Hoessli si mette a studiare e a scrivere. Lo farà per 17 anni. Il suo sforzo è straordinario, considerati i tempi, la difficoltà a trovare i libri giusti, la sua mancanza di cultura accademica... eppure, riesce a scrivere un primo libro, Eros: L'Amore maschile dei Greci. Suoi rapporti con la storia, l'educazione, la letteratura e la legge in tutte le epoche (Glarus 1836, pubblicato dall'Autore).
Sarà proprio questo anonimo personaggio che scrive in una località sperduta tra le montagne della Svizzera, a tracciare il primo parallelo fra la persecuzione delle streghe e lo sterminio dei sodomiti. Viaggia, anche, e cerca di conoscere persone che gli possano insegnare qualcosa. Stringe un rapporto di amicizia con il pastore protestante Bernhard Freuler di Wülflingen, che conosce il latino, il greco, l'ebraico ed il sanscrito, oltre a varie lingue moderne. Forse è proprio costui che gli fornisce i primi fondamentali testi dai quali Hoessli parte alla conoscenza della sodomia.
In un'epoca in cui ancora esistono la tortura e la pena di morte contro certe pratiche, l'autodidatta Hössli afferma con decisione che l'amore sessual-contrario (zweigeschlechtlich) non è un vizio, anzi, è un sentimento sul quale si sono accumulate "le più grandi bugie mai stampate", e rientra nella "natura, perché così è sempre stato e per questa ragione non potrà mai cessare di esistere nella stessa razza umana".
Con queste parole si esprime nel secondo volume di Eros, pubblicato nel 1838 con la casa editrice C. P. Scheitlin di San Gallo, e quasi subito sequestrato e bandito dal cantone di Glarus per l'intervento persecutorio e ossessivo dei preti che, dopo questo fatto, prende a odiare con passione.
Nelle sue intenzioni, l'opera si deve comporre di tre volumi, ma non riuscirà mai a completarla. Nonostante ciò, Havelock Ellis definisce il suo come "il primo serio tentativo di affrontare il problema dell'omosessualità dai tempi del Simposio di Platone" (Studies in the Psychology of Sex, Sexual Inversion).

## Opere
- Heinrich Hössli, Eros. Die Männerliebe der Griechen, ihre Beziehungen zur Geschichte, Erziehung, Literatur und Gesetzgebung aller Zeiten, Rosa Winkel Verlag, Berlin 1996 (3 volumi). ISBN 3861490552

## Bibliografia

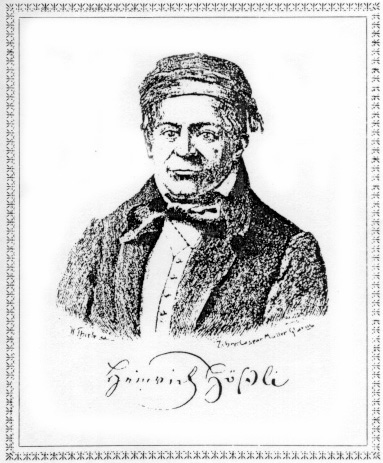
Heinrich Hössli ritratto da Caspar Mueller all'epoca in cui pubblicò Eros.